# Johan de Witt-scriptieprijs
De Johan de Witt-scriptieprijs wordt sinds 2014 jaarlijks uitgereikt aan de beste geschiedenisscriptie die handelt over een onderwerp dat betrekking heeft op de Republiek der Zeven Verenigde Nederlanden in de periode 1625 - 1688. De verkiezing wordt georganiseerd door de Nederlandse historische vereniging Vrienden van De Witt in samenwerking met de redactie van opinieweekblad Elsevier Weekblad en Uitgeverij Verloren. Het doel is 'het stimuleren van historisch onderzoek teneinde de kennis over dit belangrijke tijdvak te vergroten'. De winnaar krijgt onder meer een cheque van 1500 euro.

## Prijswinnaars
- 2014: Gloria Moorman van de Universiteit Leiden voor haar masterscriptie over Discovering Rome through Joan Blaueu's Admiranda Urbis Romae: The creation of the town atlas of Rome (Amsterdam, 1663) in the light of Italian-Dutch relationships in the seventeenth century. Joris Gerritse van de Universiteit Leiden won de aanmoedigingsprijs voor zijn bachelorscriptie Macht en daadkracht tijdens de Noordse oorlog. De politiek achter een Nederlands gezantschap naar Denemarken (1655-1658).[1]
- 2015: Didi van Trijp van de Universiteit Utrecht voor haar masterscriptie over Spheres in Verse: Cosmological Practices in Early Seventeenth Century Amsterdam.[2]
- 2016: Arthur der Weduwen van de University of St Andrews in het Verenigd Koninkrijk voor zijn masterscriptie over The development of the Dutch press in the seventeenth century, 1618 - 1700.[3]
- 2017: Emma Mojet van de Universiteit Utrecht voor haar masterscriptie Early Dutch Interest in Newtonian Mathematics.[4]
- 2018: niet uitgereikt
- 2019: Lidewij Nissen van de Radboud Universiteit voor haar masterscriptie A Matter of Life and Death over begrafenissen van vorstenhuizen in de vroegmoderne tijd en de rol die deze begrafeniscultuur speelde in (politieke) imagovorming. Nissen ging speciaal in op die van het vorstenhuis Nassau-Dietz. De jaarlijkse aanmoedigingsprijs ging naar Friso van Nimwegen van de Universiteit Leiden voor zijn bachelorscriptie Hoe loopt het af met La Rochelle?.
- 2020: Willemijn Tuinstra, Universiteit Leiden, voor haar masterscriptie over Marcellus Franckheim (1587-1644).
- 2021: Tessa de Boer, Universiteit Leiden, voor haar masterscriptie Amsterdiplomacy. Amsterdam as a diplomatic city, 1648-1795.[5] De jaarlijkse aanmoedigingsprijs ging naar Aron Ouwerkerk, Universiteit van Amsterdam, voor zijn bachelorscriptie ‘Liceat tecum nunc mea musa loqui’. The Latin Oeuvre of Margaretha van Godewijck (1627-1677).[6][7]
- 2022: Jessica den Oudsten, Universiteit Leiden, voor haar masterscriptie The descendants of Norwegian and Danish Immigrants.[8] De aanmoedigingsprijs ging naar Amber Souleymane, Rijksuniversiteit Groningen, voor haar bachelorscriptie Het werk van een schilder.[9]
- 2023: Johan Visser, Universiteit Leiden, voor zijn masterscriptie De geschiedenis van een bloedbad. Zutphen en 1572.[10]
- 2024: Celine Oldenhage, Universiteit Utrecht, voor haar masterscriptie Uit de zekerheid des doods en onzekere uure vandien. Graven en begraven worden in de Amsterdamse kerken na 1578.[11]
- 2025: Valentijn Tilder, Universiteit van Amsterdam, voor zijn masterscriptie A Cause to Watch For: the Politics and Memory of the 1696 Amsterdam Uprising, 1696-1748.[12] De aanmoedigingsprijs ging naar Lydia Boer, Universiteit Leiden, voor haar bachelorscriptie Het huwelijk tussen Johan de Witt en Wendela Bicker: een politieke aangelegenheid?[13]